# فتاة باللون الأبيض في الغابة
الفتاة باللون الأبيض في الغابة هي لوحة زيتية أنشأها فينسنت فان جوخ عام 1882.
هي دراسة قام بها فينسنت فان جوخ للوحة "الفتاة في الغابة" أو "الفتاة باللون الأبيض في الغابة". قال فينسنت فان جوخ عن دراسته لهذه اللوحة: "الدراسة الأخرى في الغابة هي لبعض جذوع أشجار الزان الكبيرة على قطعة أرض مغطاة بعيدان جافة، والشخصية الصغيرة للفتاة باللون الأبيض. كانت هناك صعوبة كبيرة في إبقاء العمل واضحًا، والحفاظ على المسافة بين الجذوع التي تقف على مسافات مختلفة - والمكان والحجم النسبي لتلك الجذوع يتغيران مع المنظور - لجعل العمل بحيث يمكن للمرء أن يتنفس ويجول فيه، وأن تجعلك تشم رائحة الغابة.